# Capodimonte (Naples)
Pour les articles homonymes, voir Capodimonte.
Capodimonte  est un quartier de Naples, en Italie. Il est situé sur une colline dominant, au nord, le centre de la ville. Il s'est développé à partir de la construction, au XVIIIe siècle, du palais royal de Capodimonte. Une part importante du quartier est occupée par le très vaste parc de Capodimonte, héritier du parc du palais royal. L'autoroute A56 (Tangenziale di Napoli, périphérique nord de la ville) traverse le quartier, en partie en souterrain, au nord du palais royal.

## Monuments et lieux remarquables
- Basilique de la Mère-Couronnée-du-Bon-Conseil de Naples
- Église Santa Maria del Soccorso (Capodimonte)
- Manufacture de Capodimonte
- Musée de Capodimonte
- Observatoire astronomique de Capodimonte
- Palais royal de Capodimonte
- Parc de Capodimonte
- Villa Paternò